# Francesca Angiolillo
Francesca Angiolillo (Niterói, 1972) é uma jornalista e escritora brasileira.
Formou-se em arquitetura mas não exerceu a profissão. Trabalhou no jornal Folha de S.Paulo e nas editoras Instituto Moreira Salles e Bei. Em setembro  de 2017, estreou na literatura com os volumes de poesia Rua Lisboa e Etiópia, lançados simultaneamente pela editora carioca 7Letras. Em 2016, recebeu uma bolsa de criação literária do Programa de Ação Cultural da Secretaria de Cultura do Estado de São Paulo e foi à Etiópia, procurando reconstituir as lembranças de seu pai de uma passagem pelo país em 1967. Etiópia, escrito após aquela viagem, foi ganhador do Prêmio Alphonsus de Guimaraens de 2018. 

## Obras
- 2017 - Rua Lisboa (Ed. 7Letras) - Contos
- 2017 - Etiópia (Ed. 7Letras) - Poesia